# Igreja do Convento do Louriçal
A Igreja do Convento do Louriçal, também referida como Igreja do Santíssimo Sacramento, Convento do Louriçal ou Mosteiro do Desagravo do Santíssimo Sacramento, localiza-se na freguesia do Louriçal, município de Pombal, no distrito de Leiria, em Portugal.
Integra o conjunto do Convento do Louriçal, cujo nome é Convento do Desagravo do Santíssimo Sacramento, pertencente à Ordem de Santa Clara - a Segunda Ordem Franciscana. É, atualmente, um convento onde vivem em clausura irmãs clarissas.
Encontra-se classificada como Monumento Nacional desde 1939.

## Características
Internamente apresenta nave única, com teto abaulado e pintado com um grande painel central. As paredes são revestidas com azulejos barrocos. Destacam-se ainda os retábulos lavrados em pedra Lioz.

## História
Foi no século XVII que nasceu o Convento do Louriçal. Sobreviveu às Invasões Francesas.